# The Altar and the Door
The Altar and the Door — третий студийный альбом американской группы христианского рока Casting Crowns, выпущенный 27 августа 2007 года на лейблах Beach Street Records и Reunion Records. Альбом был спродюсирован Марком А. Миллером и вдохновлён вокалистом Марком Холлом, который просматривал страницы MySpace своих студентов, занимающихся молодёжным служением. Основная тема альбома — разница между тем, как христиане чувствуют себя в церкви, и теми компромиссами, на которые они идут за её пределами. Музыкальный тон альбома, по словам Холла, отличается и является более прогрессивным, в нём больше рок-звучания, чем в их предыдущих, более отполированных студийных работах.
После выхода The Altar and the Door получил от положительных до смешанных отзывов критиков. Особых похвал удостоились тексты песен и общая концепция альбома, но некоторые критики посчитали звучание альбома посредственным и неизобретательным. Альбом получил награду за лучший поп/современный альбом года на 39-й церемонии GMA Dove Awards. За первую неделю было продано 129 000 копий, что стало рекордом для христианского альбома без поддержки светских СМИ. Альбом дебютировал на первом месте в чарте Billboard Christian Albums и на втором месте в чартах Billboard 200 и Digital Albums, в последнем чарте его обошел только саундтрек к High School Musical 2. Позже альбом возглавил чарт Catalog Albums в 2010 году. Ставший 18-м по счету самым продаваемым христианским альбомом 2000-х годов, The Altar and the Door был продан тиражом 1,2 миллиона копий и получил платиновый сертификат Американской ассоциации звукозаписывающей индустрии (RIAA). Лид-сингл с альбома The Altar and the Door, «East to West», стал одним из самых успешных христианских синглов 2000-х годов, проведя в общей сложности 19 недель на вершине чарта Billboard Christian Songs и достигнув двадцать пятой позиции в чарте Bubbling Under Hot 100 Singles. Несмотря на то, что последующие «East to West» треки не были столь успешным, последующие синглы «Every Man» и «Slow Fade» вошли в пятерку лучших хитов чарта христианских песен.

## Предыстория и запись
Основные идеи альбома The Altar and the Door возникли примерно за восемнадцать месяцев до его выхода. Вокалист Марк Холл и его коллега по молодёжный пастор были побуждены одним из своих студентов заглянуть на MySpace. По словам Холла, «это не было каким-то большим сюрпризом, но мы увидели много детей, у которых было два мира. MySpace может быть весенним отпуском для мозга, местом, куда можно пойти и не думать, что кто-то узнает. Дети писали, что они христиане, а потом показывали имя своей порнозвезды или то, как они целуются. На одной странице было представлено столько противоречий. Соблазн был в том, чтобы просто расстроиться и подумать, что это ужасно. Но на самом деле MySpace не является большой проблемой — он просто показывает, в чем заключается проблема».

## Отзывы
| Оценки критиков                | Оценки критиков |
| Источник                       | Оценка          |
| ------------------------------ | --------------- |
| Allmusic                       | [ 3 ]           |
| Billboard                      | (positive)      |
| Christian Broadcasting Network | [ 5 ]           |
| CCM Magazine                   | [ 6 ]           |
| Christianity Today             | [ 7 ]           |
| Cross Rhythms                  | [ 8 ]           |
| Jesus Freak Hideout            | [ 9 ]           |
| USA Today                      | [ 10 ]          |

Альбом получил от положительных до смешанных отзывов после выхода. Джаред Джонсон из Allmusic дал альбому четыре с половиной звезды из пяти, сказав, что в нём «немного больше рока» и «Casting Crowns не дали фанатам повода разочароваться в Alter [sic]». Дебора Эванс-Прайс из CCM Magazine дала ему четыре звезды из пяти, отметив, что «в этом новом альбоме [Марк] Холл и его соратники снова исполняют песни, которые музыкально увлекательны и лирически проницательны… Немногие исполнители более красноречиво отражают сложности бытия христианина в сегодняшнем бурном мире, но эти прекрасные ребята продолжают освещать путь остальным».
На 39-й церемонии GMA Dove Awards альбом The Altar and the Door получил награду за лучший поп/современный альбом года. Он был номинирован на 50-ю премию «Грэмми» как лучший поп/современный госпел-альбом. [14] Песня «East to West» получила награды «Песня года» и «Поп/современная песня года» на 39-й церемонии GMA Dove Awards и была номинирована на 50-й церемонии «Грэмми» в категориях «Лучшее госпел-выступление» и «Лучшая госпел-песня»; она также была номинирована на 51-й церемонии «Грэмми» в категории «Лучшее госпел-выступление».

## Список композиций
| №   | Название                  | Автор(ы)                                  | Длительность |
| --- | ------------------------- | ----------------------------------------- | ------------ |
| 1.  | «What This World Needs»   | Hector Cervantes, Марк Холл               | 4:41         |
| 2.  | «Every Man»               | Mark Hall, Bernie Herms, Nichole Nordeman | 4:46         |
| 3.  | «Slow Fade»               | Mark Hall                                 | 4:38         |
| 4.  | «East to West»            | Mark Hall, Bernie Herms                   | 4:26         |
| 5.  | «The Word is Alive»       | Mark Hall, Steven Curtis Chapman          | 5:21         |
| 6.  | «The Altar and the Door»  | Mark Hall                                 | 4:42         |
| 7.  | «Somewhere in the Middle» | Mark Hall                                 | 5:05         |
| 8.  | «I Know You're There»     | Jeff Chandler                             | 3:49         |
| 9.  | «Prayer for a Friend»     | Mark Hall                                 | 2:50         |
| 10. | «All Because of Jesus»    | Steve Fee                                 | 11:09        |

| №   | Название                                        | Длительность |
| --- | ----------------------------------------------- | ------------ |
| 11. | «White Dove Fly High (Bonus Track)»             | 3:48         |
| 12. | «'Tis So Sweet to Trust in Jesus (Bonus Track)» | 3:16         |

## Чарты
| Чарт (2007)                    | Высшая позиция |
| ------------------------------ | -------------- |
| США Billboard 200              | 2              |
| США Billboard Christian Albums | 1              |
| США Billboard Digital Albums   | 2              |
| Чарт (2010)                    | Высшая позиция |
| США Billboard Catalog Albums   | 1              |

| Чарт (2007)                | Позиция |
| -------------------------- | ------- |
| Billboard 200              | 144     |
| Billboard Christian Albums | 4       |
| Чарт (2008)                | Позиция |
| Billboard 200              | 95      |
| Billboard Christian Albums | 1       |
| Чарт (2009)                | Позиция |
| Billboard Christian Albums | 25      |

| Чарт (2000-е)              | Позиция |
| -------------------------- | ------- |
| Billboard Christian Albums | 18      |

| Год  | Песня          | Высшая позиция | Высшая позиция | Высшая позиция |
| Год  | Песня          | US             | US Christ      |                |
| ---- | -------------- | -------------- | -------------- | -------------- |
| 2007 | «East to West» | 125            | 1              |                |
| 2008 | «Every Man»    | —              | 2              |                |
| 2008 | «Slow Fade»    | —              | 5              |                |

## Сертификации
| Страна | Сертификация | Единиц    |
| ------ | ------------ | --------- |
| США    | Платина      | 1,000,000 |